# Кавказский отдел Императорского русского географического общества

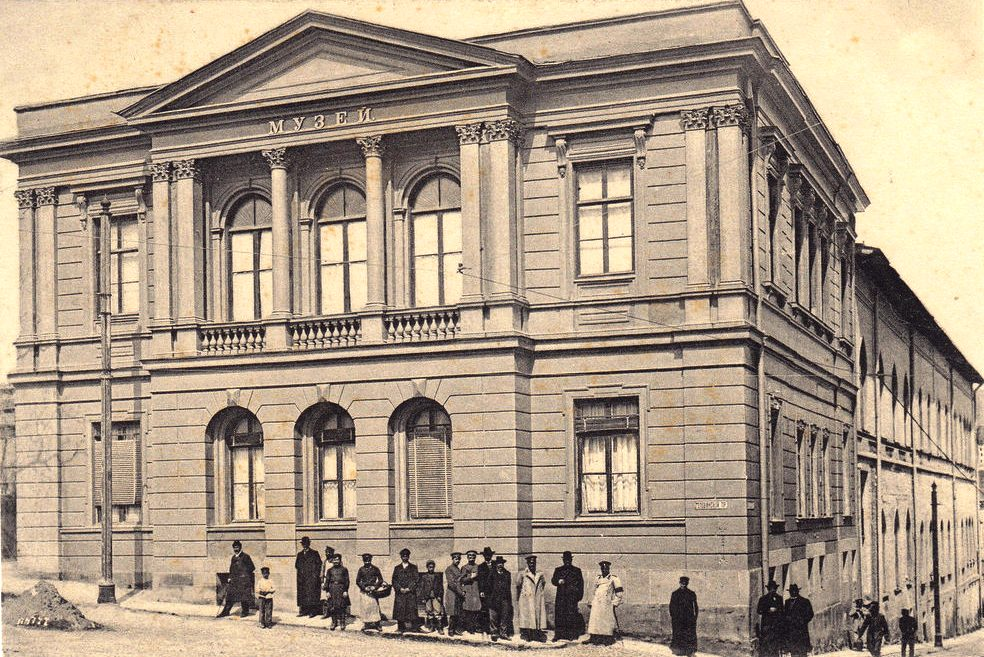
Здание музея общества, позже стал общим Кавказским музеем.

Кавка́зский отде́л Импера́торского ру́сского географи́ческого о́бщества (рус. дореф. «Кавказскій отдѣлъ Императорскаго Русскаго Географическаго общества») — филиал учреждённый Императорским русским географическим обществом на Кавказе. Был основан первым среди филиалов-отделов ИРГО, время существования — с 1850 года, вплоть до Октябрьской революции. Деятельность отдела заключалась в сборе и распространении различных сведений о Кавказском регионе, в тот период полностью входившем в состав Российской империи. Размещался в городе Тифлисе.

## Создание
Идея о создании отделов ИРГО по регионам Российской империи возникла в средине XIX века и принадлежала первому секретарю общества — русскому государственному деятелю А. В. Головину (впоследствии министр народного просвещения). Активное участие в организации общества принял наместник на Кавказе князь М. С. Воронцов. Среди отделов, Кавказский отдел был учреждён первым — 27 июля (8 августа) 1850 года. К 1917 году ИРГО насчитывало уже 11 отделов (включая штаб-квартиру в Санкт-Петербурге), 2 подотдела и 4 отделения. В «Энциклопедическом словаре Брокгауза и Ефрона» (1897) в статье русского учёного Ю. М. Шокальского (впоследствии председатель РГО) указана другая дата основания Кавказского отдела — март 1851 года. С момента учреждения, Кавказскому отделу назначалась ежегодная субсидия в размере 2000 рублей; размещался он в городе Тифлисе. Отделу надлежало заняться всесторонним изучением Кавказского края — его географии, этнографии и статистики. После открытия отдела, к концу первого года насчитывалось 80 действительных членов общества, второго — 121, третьего — 152.

## Деятельность
В предисловии к первой книжке «Записок Кавказского отдела ИРГО» русский писатель В. А. Соллогуб писал:

«Вѣрное и подробное опредѣленіе всѣхъ особенностей Кавказа въ отношеніяхъ географическомъ, статистическомъ и этнографическомъ, можетъ возникнуть только отъ дружныхъ, совокупныхъ усилій людей спеціальныхъ и совѣстливыхъ наблюдателей.»
— «ЗКО ИРГО», Книжка I, 1852 г.
По мнению В. А. Соллогуба, именно для этих целей и был создан Кавказский отдел ИРГО. С начала своего существования отдел развернул активную деятельность: были написаны и изданы затрагивающие различные науки исследования по Кавказу, корректировались неточности на 10-вёрстной карте Кавказа. С начала 1880-х годов деятельность Кавказского отдела стала несколько затихать.

## Члены общества

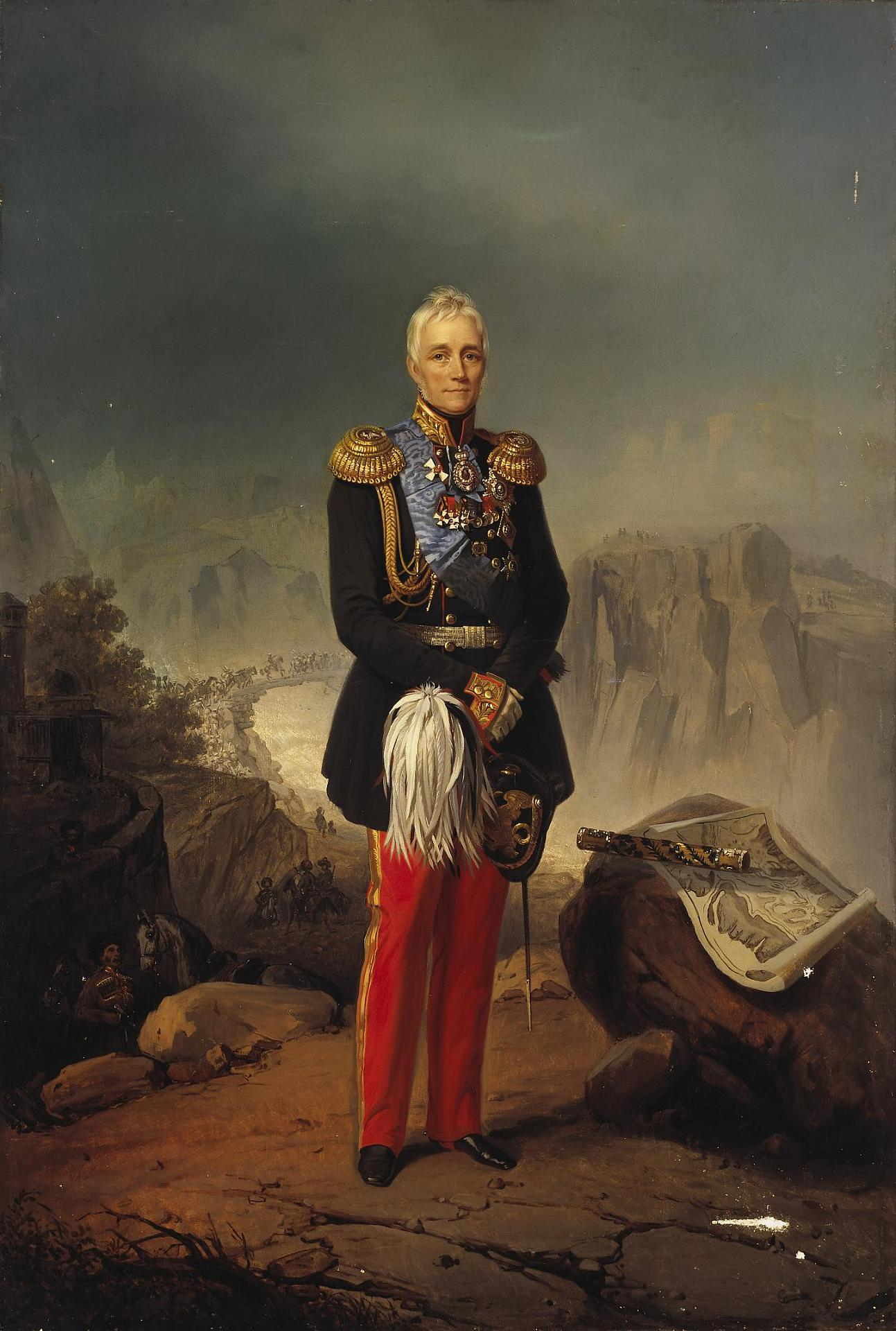
Портрет князя М. С. Воронцова

- Г. В. Абих
- В. А. Бебутов
- И. А. Бартоломей
- А. П. Берже
- А. Н. Бекетов
- Е. Г. Вейденбаум
- И. А. Вревский
- М. С. Воронцов
- Н. И. Вольф
- Г. Г. Гагарин
- К. Ф. Ган
- Н. Я. Данник
- Л. П. Загурский
- А. П. Максимович
- В. Ф. Миллер
- А. П. Николаи
- Я. С. Никольский
- Г. И. Радде
- В. А. Соллогуб
- Д. И. Святополк-Мирский
- П. С. Уварова
- П. К. Услар
- Н. В. Ханыков
- И. И. Ходзько[5][2]

## Печатные издания
Записки Кавказского отдела ИРГО, Известия Кавказского отдела ИРГО и Сборник статистических сведений о Кавказе.